# Heksentoer in Teheran
Heksentoer in Teheran is een spionageroman van auteur Gérard de Villiers en is het 2e deel uit de S.A.S.-reeks met als protagonist de Oostenrijkse prins en freelance CIA-agent Malko Linge.

## Het verhaal
Teheran, Iran, 1965. Lokale medewerkers van de CIA werken aan het opstellen van een plan om de Sjah te elimineren. Echter, het hoofdkwartier van de CIA in Langley, Virginia is hiervan niet op de hoogte, laat staan de president van de Verenigde Staten.
Dan krijgt de president van de Verenigde Staten een waarschuwing van de Sovjet-Unie. Als de revolutie in Iran doorgang vindt dan vat de Sovjet-Unie dit op als een daad van agressie en zal vervolgens Iran bezetten.
De CIA heeft slechts veertien dagen om uit te zoeken hoe reëel deze dreiging is en werkelijkheid en fictie van elkaar te scheiden en wordt Malko door de CIA naar Teheran gezonden met $ 10.000.000 aan contanten om daar het kaf van het koren te scheiden.

## Personages
- Malko Linge, Oostenrijkse prins en CIA-agent;
- Generaal Schalberg, COS van de CIA in Teheran;
- Generaal Khadjar.

## Verschillende titels
Heksentoer in Teheran (1968) is in 1974 opnieuw verschenen onder de titel SAS contra CIA (ISBN 9022916278). In 1993 zijn zowel Heksentoer in Teheran en SAS contra CIA opnieuw uitgebracht. De uitgever was ongetwijfeld in de veronderstelling dat het twee verschillende romanverhalen betrof.

De ligging van Iran in het Midden-Oosten.

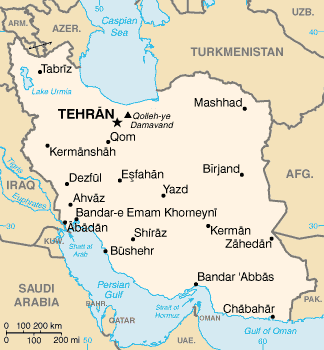
Overzichtskaart van Iran.